# 阿知须站
阿知須站（日语：／ Ajisu eki */?）是一個位於山口縣山口市阿知須濱、屬於西日本旅客鐵道（JR西日本）宇部線的鐵路車站。

## 車站結構
島式月台1面2線，設有交會設備的地面車站。站舍位於下行線東側。

### 月台配置
| 月台 | 路線    | 方向 | 目的地                   |
| ---- | ------- | ---- | ------------------------ |
| 1    | ■宇部線 | 下行 | 宇部新川、居能、宇部方向 |
| 2    | ■宇部線 | 上行 | 新山口方向               |

## 相鄰車站
西日本旅客鐵道
■宇部線
岩倉－阿知須－岐波